# Сагидов, Салих Камалович
Саги́дов Са́лих Кама́лович (род. 28 апреля 1982, Чапаево, Новолакский район, Дагестанская АССР, РСФСР, СССР) — российский и дагестанский политик. Заместитель (и первый заместитель) главы Кулинского района (2006—2014), глава Кировского района Махачкалы (2014—н.в.).

## Биография
Салих Сагидов родился 28 апреля 1982 года в селе Чапаево Новолакского района Республики Дагестан. По национальности — лакец.
В 2006 году окончил Дагестанский государственный педагогический университет. В 2013 году окончил Российскую академию народного хозяйства и государственной службы при Президенте РФ.

## Трудовая деятельность
- 2006 — 2008 — директор ООО «Спецстройсервис» (г. Хасавюрт);
- 2009 — 2014 — заместитель главы администрации Кулинского района Республики Дагестан;
- 2014 — первый заместитель главы администрации Кулинского района Республики Дагестан;
- С 18 апреля 2014 года — и.о. главы администрации Кировского района г. Махачкалы (позднее утвержден на эту должность решением районных депутатов[2]).

## Семья
Женат, воспитывает четверых детей.

## Награды и звания
- Орден «За заслуги перед Республикой Дагестан»
- Медаль «За вклад в социально-экономическое развитие Республики Дагестан»[3]